# Jakov I. Aragonski
Jakov I. Aragonski (katalonski: Jaume d'Aragó; španjolski: Jaime I de Aragón) poznat i kao Jakov Osvajač, rođen je u Montpellieru 2. veljače 1208. godine, a umro u Valenciji 27. srpnja 1276. godine. Bio je kralj Aragona i Valencije (1239. – 1276.) i Mallorce (1229. – 1276.), kao i grof od Barcelone i katalonski princ (1213. – 1276.) i gospodar Montpelliera (1219. – 1276.) Bio je sin Petra Katoličkog i Marije od Montpelliera.

## Mladost
Prema legendi, Jakov je začet u vrlo neobičnim okolnostima. Njegovi se roditelji nisu dobro slagali pa je postojao strah da će ostati bez nasljednika, te su se aragonski plemići dosjetili kako na prijevaru doći do nasljednika. Kralju Petru su rekli da će mu dovesti ljubavnicu, koja je u stvari bila njegova žena Marija. U noći su doveli Mariju u kraljeve odaje, te je par proveo cijelu noć zajedno začevši Jakova. Kada se rodio, kraljica je naredila da se zapali 12 svijeća, po jedna za svakog apostola, odredivši da će dati ime sinu po onom apostolu čija se svijeća zadnja ugasi. To se dogodilo sa svijećom Svetog Jakova, pa je kraljević tako dobio ime.
Nakon smrti oca u bitci kod Mureta (1213.), Jakov je bio predan Simonu de Monfortu, vođi križarskog pohoda protiv katara. Nije ga vratio Aragoncima čitavu godinu dana, a i to tek nakon intervencije pape Inocenta III. Dok nije postao punoljetan, bio je pod skrbništvom templara u dvorcu Monzón.
U rujnu 1218. održala se zajednička skupština katalonskog i aragonskog Kortesa na kojoj je Jakov proglašen punoljetnim. Godine 1219. umire mu majka, od koje nasljeđuje titulu gospodara Montpelliera.
U veljači 1221. godine oženio se Leonorom Kastiljskom, sestrom gospe Berengele i tetom Ferdinanda III. Kastiljskog. Pošto je ovaj brak poništen zbog krvne srodnosti, 8. rujna 1235. sklopio je drugi brak s princezom Jolandom, kćeri ugarskog kralja Andrije II.

## Odnosi s Francuskom i Navarom
Od 1230. do 1232. godine Jakov je pregovarao s kraljem Sančom VII. od Navare oko pomoći koja je Sanču bila potrebna protiv njegovog rođaka, šampanjskog grofa Teobalda IV. Jakov i Sančo su na kraju sklopili sporazum kojim Jakov postaje nasljednik Navare nakon Sančove smrti, no kad je Sančo umro, plemstvo u Navari na prijestolje postavlja Teobalda (1234.), što je dovelo do sukoba Jakova i Teobalda. Sam je papa Grgur IX. bio pozvan da intervenira. Na kraju se Jakov ipak povukao i prepustio prijestolje Teobaldu.
Jakov je pokušao stvoriti državu koja bi se prostirala s obje strane Pireneja, i koja bi bila protuteža Francuskoj sjeverno od rijeke Loire. Svi pokušaji još od doba Vizigota, nailazili su na raznorazne prepreke. U slučaju Navare, Jakov se nije htio upuštati u ishitrene i opasne avanture. Sporazumom u Corbelu iz 1258., otvoreno se povukao iz sukoba s francuskim kraljem, Lujem IX. i zadovoljio se priznanjem svog položaja od strane Francuza i njihovim odustajanjem od polaganja prava na Kataloniju kao francuskom teritoriju.

## Rekonkvista
Za vrijeme prvih 15 godina svog vladanja, Jakov je morao voditi neprekidne borbe protiv aragonskog plemstva koje ga je 1224. godine uspjelo i zarobiti. Godine 1227. ponovo se suočio s ustankom aragonskih plemića koje je predvodio princ Ferdinand, kraljev ujak, i koji je završio zahvaljujući intervenciji pape i preko nadbiskupa Tortose, potpisivanjem dogovora u Alcali, u ožujku 1227. Ovaj sporazum je predstavljao pobjedu monarhije nad plemićima, i dao potrebnu stabilnost kraljevini za početak borbe protiv Maura i priključenje Rekonkvisti.

## Osvajanje Mallorce
Trgovci iz Barcelone, Taragone i Tortose su zatražili kraljevu intervenciju zbog sve učestalijih napada gusara s Mallorce. Na jednom sastanku u Barceloni, u prosincu 1228., ponudili su mu brodove, a katalonski plemići su obećali da će sudjelovati u pothvatu u zamjenu za ratni plijen i teritorijalne ustupke. Na drugom sastanku u Leridi, aragonski plemići su ponovno pristali na iste uvjete, ali su predložili kralju da krene protiv muslimana u Valenciji, te da njihovo sudjelovanje u osvajanju Mallorce nema nekog većeg značaja.
Iako je grupa aragoskih plemića sudjelovala u kampanji zbog obveza prema kralju, osvajanje Mallorce bilo je isključivo katalonski pothvat, pa će i u kasnijem naseljavanju otoka doseljenici biti isključivo Katalonci.
Godine 1229., katalonski odred osvaja Mallorcu porazivši Abu Jaha, polunezavisnog almohadskog vladara otoka.
Katalonske trupe su odnijele pobjedu nad muslimanima 13. prosinca 1229., pa su pobjegli u utvrđenje u Palmi i tamo razapeli na križ nekoliko katalonskih vojnika na očigled Jakovljevih trupa, koje su nešto kasnije napale i osvojile grad, a stanovništvo masakrirali. U roku od nekoliko mjeseci, Jakovljeva vojska osvoja cijeli otok osim jednog dijela gdje su male grupe muslimana pružale otpor utvrdivši se u planini Tramontana, gdje su se održali do 1232. Ostatak muslimanskog stanovništva je pobjegao u Afriku ili je postao roblje, a otok su naselili Katalonci. Nakon pokolja stanovništva Palme, zbog gomile leševa izbija epidemija koja je pokosila Jakovljevu vojsku. Katalonski plemići su izazvali sukobe oko plijena što je još više oslabilo vojnu prevlast aragonskog kralja.
1230. godine nastaje Mallorca kao sastavni dio Aragonska krune pod imenom Kraljevina Mallorca (lat. Regnum Maioricarum).

## Osvajanje Menorce
Osvajanje Mallorce je predstavljalo kraj islamskih gusara koji su djelovali oko Baleara i ometali trgovinu između Katalonije i sjevera Afrike. Sudionici su bili bogato nagrađeni, naročito plemstvo, koje je učvrstilo svoj društveni i politički položaj. Međutim, sukobi oko plijena u katalonskoj vojsci oslabili su vojnu moć Jakova Osvajača, koji je uvidio da neće moći odmah krenuti u osvojanje susjednog otoka, Menorce. Ipak, postiže dogovor s muslimanskim gospodarima otoka koji ga priznaju za vrhovnog vladara i prihvaćaju položaj vazala Aragona (1231.). Vazalstvo Menorce je preneseno na kraljevinu Mallorcu u oporuci Jakova I. 
Alfonso III. Aragonski će konačno osvojiti ovaj otok 1287. godine, nakon čega će biti naseljena Kataloncima, iako se na Menorci zadržao znatan dio muslimanskog stanovništva, koje je tek kasnije protjerano.
Ibiza i Formentera su također potpale pod vlast katalonske aristokracije 1235. godine. Otoke su naselili seljaci iz Girone (1236.).

## Osvajanje Valencije
U osvajanju Valencije sudjelovao je mnogo veći broj aragonskih plemića. Aragonski plemići su smatrali Valenciju produžetkom svojih posjeda. Međutim, Jakov je od Valencije napravio zasebnu kraljevinu — političko-upravnu jedinicu kojoj je dodijelio vlastite zakone, i putem dinastijskih veza je vezao izravno za Aragonsku krunu, što je razljutilo aragonsko plemstvo. Valenciju su naselili Katalonci i Aragonci, no još dugo vremena je prevladavalo muslimansko stanovništvo. Stalna kršenja i nepoštovanja sporazuma od strane kršćana isprovocirala su ustanak muslimanskog stnovništva 1247.

## Osvajanje Kraljevine Murcije
Kastilja je Murciju učinila svojim vazalom 1243., no Murcijanci su se pobunili uz pomoć Granade i vladara iz Sjeverne Afrike (1264.) 

Kraljica Jolanda, žena kastiljskog kralja Alfonsa Mudrog, zatražila je na to pomoć od svog oca, Jakova I. Aragonske trupe, na čelu s princom Petrom (budući Petar III., "Veliki"), tako osvojiše Murciju i oteše je iz muslimanskih ruku (1265. – 1266.), ostavivši za sobom nekih 10.000 Aragonaca u Murciji, iako je Sporazum iz Almizre (1244.) propisivao da je Murcia pripadala Kastilji.

## Potomci
S Leonorom Kastiljskom:
1. Alfons Aragonski i Kastiljski

S Violantom Ugarskom:
1. Violanta Aragonska, žena Alfonsa X.
2. Konstanca
3. Petar III. Aragonski
4. Jakov II., kralj Mallorce
5. Ferdinand (1245. – 1250.)
6. Sanča (1246.–prije 1251.)
7. Izabela Aragonska, kraljica Francuske (1247.–1271.), majka Filipa IV. Lijepog
8. Marija (1248.–1267.), časna sestra
9. Sančo, nadbiskup Toleda (1250.–1279.)
10. Eleonora (1251., umrla mlada)

S Terezom Gil de Viduare:
1. Jakov (c.1255.–1285.), gospodar Xerice
2. Pedro (1259.–1318.), gospodar Ayerbea

Jakov je imao i nekoliko ljubavnica koje su mu rodile nezakonitu djecu:
S Blankom d'Antillón:
1. Ferdinand Sánchez (1240.–1275.)

S Berenguelom Fernández:
1. Pedro Fernández

S Elvirom Sarrocom:
1. Jakov Sarroca

## Titule
| Prethodnik:         | Kralj Aragona 1239. – 1276. | Nasljednik:          |
| Petar II. Katolički | Kralj Aragona 1239. – 1276. | Petar III. Aragonski |

| Prethodnik:         | Princ od Katalonije 1213. – 1276. | Nasljednik:          |
| Petar II. Katolički | Princ od Katalonije 1213. – 1276. | Petar III. Aragonski |

| Prethodnik:         | Grof od Barcelone 1213. – 1276. | Nasljednik:          |
| Petar II. Katolički | Grof od Barcelone 1213. – 1276. | Petar III. Aragonski |

| Prethodnik: | Kralj Valencije 1239. – 1276. | Nasljednik:           |
| Mauri       | Kralj Valencije 1239. – 1276. | Jakov II. od Mallorce |

| Prethodnik:         | Gospodar Montpelliera 1213. – 1276. | Nasljednik:               |
| Petar II. Katolički | Gospodar Montpelliera 1213. – 1276. | Jakov II., kralj Mallorce |

| Prethodnik:        | Kralj Mallorce 1231. – 1276. | Nasljednik:               |
| "Novo Kraljevstvo" | Kralj Mallorce 1231. – 1276. | Jakov II., kralj Mallorce |

## Vanjske poveznice
- Jakov I. Aragonski: Kronika (eng.)
- Knjiga djela Jakov I. Aragonski (PDF)
- Enciklopedija Britannica 1911:  Arhivirana inačica izvorne stranice od 19. listopada 2006. (Wayback Machine) Jakov I. Aragonski
- Srednjovjekovna knjiga izvora: e-text Jakovljeve dodjele privilegija Barceloni u trgovini 1232.
- The Worlds of Alfonso the Learned and James the Conqueror - Robert I. Burns, S.J., ed.
- The Crusader Kingdom of Valencia - Robert Ignatius Burns, S.J.
- James I at Find-A-Grave
- The Barcelona Maritime Code of 1258  Arhivirana inačica izvorne stranice od 17. listopada 2006. (Wayback Machine)